# Uvas de España (María Luisa de la Riva y Callol de Muñoz, 1895)
Uvas de España es una obra de María Luisa de la Riva y Callol de Muñoz (Zaragoza, 1865 - Madrid, 1926). Se trata de un bodegón realizado en óleo sobre lienzo de 117 x 166 cm. Fechada en 1895, se presentó en la Exposición Universal de París de 1900 donde fue premiada con una medalla de segunda clase.  
En 1902 fue adquirida a su autora por el Museo de Arte Moderno. Perteneciente a los fondos del Museo del Prado (Madrid), es una de las obras que formó parte de "El Prado disperso" y estuvo en depósito en el Instituto de Educación Secundaria Canarias Cabrera Pinto, Santa Cruz de Tenerife, según consta en el Boletín de 1992, tomo 13 "El Prado disperso" - Cuadros y esculturas depositados en Las Palmas de Gran Canaria, Sta. Cruz de Tenerife, La Laguna (Tenerife) y La Orotava (Tenerife). Cabe destacar que en dicho catálogo la obra lleva la denominación "Frutas de España".
En 2020 forma parte de la exposición Invitadas. Fragmentos sobre mujeres, ideología y artes plásticas en España (1833-1931) realizada por el Museo del Prado en Madrid.   

## Variaciones del mismo tema

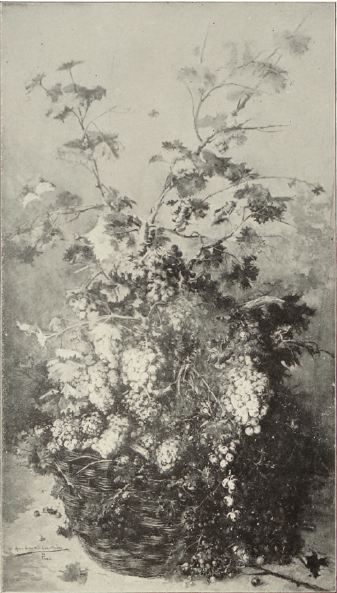
Reproducción de la obra Uvas de España de María Luisa de la Riva, en "La Exposición Nacional de Bellas Artes 1897".

Temática recurrente en esta pintora, su producción pictórica cuenta con numerosas obras con el título "Uvas de España". Concretamente, en la Exposición Nacional de Bellas Artes, celebrada en Madrid en 1897, María Luisa de la Riva ya presentó un cuadro también con el título "Uvas de España". En este caso un lienzo de mayores dimensiones y presentando los racimos de uvas en un solo cesto. En la página 233 del catálogo de la exposición se hace la siguiente descripción de la obra: 
Recuerdos del sol fecundo que desde las riberas del Ebro a las del Guadalquivir y Guadalete produce esos racimos cuya triunfal belleza proclama María Luisa en un lienzo de 2 metros 26 centímetros de alto por 1,30 de ancho. 

Colocados sin artificio sobre enorme cesto de racimos y pámpanos, parecen, más que pintura, una visión de la realidad. La ejecución amplísima en nada recuerda la paciente labor con que suelen confeccionarse los bodegones, sin que por esto pierda conjunto ni detalles el sabor de realidad tan necesario en esta clase de obras.